# 裂萼鼠尾草
裂萼鼠尾草（学名：Salvia schizocalyx）为唇形科鼠尾草属的植物。分布于缅甸以及中国大陆的云南等地，生长于海拔4,000米的地区，一般生于山地，目前已由人工引种栽培。